# Bisbat de Cesena-Sarsina
El bisbat de Cesena-Sarsina (italià: diocesi di Cesena-Sarsina; llatí: Dioecesis Caesenatensis-Sarsinatensis) és una seu de l'Església catòlica, sufragània de l'arquebisbat de Ravenna-Cervia, que pertany a la regió eclesiàstica Emília-Romanya. El 2013 tenia 159.700 batejats d'un total de 168.600 habitants. Està regida pel bisbe Douglas Regattieri.

## Territori
La diòcesi comprèn la part oriental de la província de Forlì-Cesena, llevat de cinc municipis, que pertanyen a la diòcesi de Rímini. S'estén sobre els municipis de Bagno di Romagna, Montiano, Bertinoro, Mercato Saraceno, Cesena, Sarsina, Cesenatico, Sogliano al Rubicone, Civitella di Romagna, Gambettola, Roncofreddo, Gatteo, Verghereto i Longiano.
La seu episcopal és la ciutat de Cesena, on hi ha la catedral de San Giovanni Battista. A Sarsina es troba la Basílica cocatedral de San Vicinio
El territori està dividit en 96 parròquies.

## Història

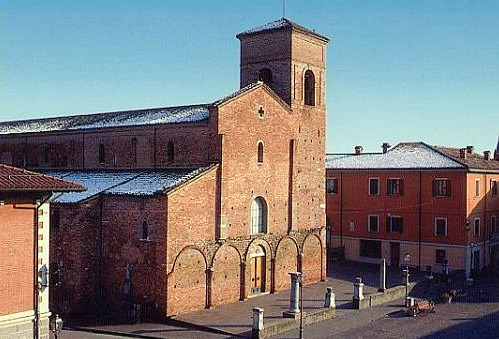
La basílica cocatedral de San Vicinio a Sarsina

### Seu de Cesena
Segons la tradició, la diòcesi de Cesena va ser construïda en el segle i. La cronologia tradicional porta una llarga llista de bisbes, l'existència històrica o atribuïda a la seu de Cesena han plantejat molts dubtes. Els primers bisbes històricament documentats són els que la cronologia tradicional anomena Natale II i Concordio II, esmentats en les cartes del Papa Gregori el Gran, a finals del segle vi i principis del vii.
En 1159 el papa Alexandre III, amb la butlla Ad hoc sumus, va confirmar tots els privilegis, les possessions i jurisdiccions de l'Església de Cesena, i va establir que la diòcesi estigués immediatament subjecta a la Santa Seu. Des del segle xvi Cesena va esdevenir part de la província eclesiàstica de l'arxidiòcesi de Ravenna.
El 1241 l'antiga catedral de Cesena, que estava al castell, va ser lliurada juntament amb el castell a l'emperador Frederic II, que va demolir dos edificis.
El 27 de maig de 1357 Cia dels Ordelaffi, muller de Francesco II Ordelaffi, enemic dels bisbes de Cesena, va ordenar la crema de la torre del campanar de la catedral i el palau del bisbe; i també moltes cases de Cesena van ser destruïdes.
El 1376 les tropes mercenàries de Giovanni Acuto, guiades personalment per Roberto, cardenal de Ginebra i futur antipapa Climent VII, van prendre possessió de Cesena, que es va negar a sotmetre's a l'Estat Pontifici, matant a centenars de persones i expulsant tots els habitants.
En 1378 el Papa Urbà VI va concedir la construcció d'una nova catedral, que va ser construït a partir de 1408.
Es deu a bisbe Odoardo Gualandi la construcció i establiment del seminari per a la formació dels sacerdots en 1569. Diversos van ser els sínodes celebrats pels bisbes diocesans de Cesena en els segles següents.
El 7 d'octubre de 1975 la Congregació per als Bisbes va decretar la transició de la diòcesi de Sansepolcro a la de Cesena de les parròquies de la Vall del Savio inclosos a la localitat de Bagno di Romagna.

### La seu de Sarsina
Els orígens de l'església sarsinatesa són incerts. Tradicionalment, la seva fundació s'atribueix al segle iv, una època en què hauria viscut el primer bisbe sant Vicini, actual sant patró de la diòcesi.
L'església de Sarsina va rebre molts honors i privilegis de l'emperador Conrad II en 1026, en temps del bisbe Hubert I. En 1220 l'emperador Frederic II va concedir al bisbe Alberico i els seus successors el domini feudal i temporal de més de setanta castells i pagis del territori.
Mentre que això va portar a un augment en el prestigi i la riquesa de l'Església de Sarsina, per un altre costat també va causar conseqüències doloroses, pel domini i el control d'aquestes terres. En 1265 el bisbe Guido va ser assassinat per tractar de defensar la propietat de l'església contra l'intent d'usurpació d'Alessandro Aldobrandi e Renerio. Al segle xiv també els béns temporals de l'Església de Sarsina van ser amenaçats pels Ordelaffi, amb el suport d'alguns membres de la Cúria. La jurisdicció de la ciutat de Sarsina passa a la Cambra Apostòlica, però en 1372 el bisbe Giovanni Numai la va recuperar a si mateix i els seus successors mitjançant una sentència, confirmada pel Papa Gregori XI dos anys més tard.
Durant els 80 anys del segle XIV Sarsina i els castells dels voltants van tornar a ser sotmesos al senyoriu dels Ordelaffi, que la van mantenir fins al 1406, quan la ciutat va quedar sota els Malatesta i els bisbes van veure final definitiu del seu poder feudal.
Al segle xvii el bisbe Nicolò Brauzi tenia la idea equivocada de tornar a fer valdre els seus antics drets temporals i la seva exempció de la Cambra Apostòlica. Potser per aquesta raó, va ser empresonat durant molts anys pel Papa Pau V a les presons del Castell de Sant'Angelo.
Seguint les instruccions del Concili de Trento, el bisbe Carlo Bovio instituir en 1643 el seminari de la diòcesi.
En els anys del domini napoleònic la diòcesi de Sarsina va ser suprimida per l'autoritat civil, però es va restablir amb la caiguda del govern francès.
El 28 d'agost de 1824, en virtut de la butlla Dominici gregis del Papa Lleó XII la seu de Sarsina, a causa de la pobresa dels ingressos episcopals, es va unir a la de Bertinoro. La unió, problemàtica a causa de la dificultat de la comunicació entre les dues seus, va ser revocada al voltant de 1872, quan la diòcesi de Sarsina tornar a tenir el seu propi bisbe.

### Les seus unificades
L'1 de maig de 1976 Augusto Gianfranceschi, bisbe de Cesena, també va ser nomenat bisbe de Sarsina, unint així in persona episcopi les dues seus.
El 30 de setembre de 1986, en virtut del decret Instantibus votis de la Congregació per als Bisbes, es va establir la unió plena de les dues diòcesis i el nou districte eclesiàstic va assumir el seu nom actual.

## Episcopologi
Bisbes de Cesena
- Filemone o Silemone † (? - 92 mort)
- Isidoro † (150)
- Ignazio I † (232)
- Floriano † (segle iii)[2]
- Natale I † (334)
- Concordio I † (350)[3]
- Gregorio † (361)
- Ignazio II † (403)
- Verano † (segle v)
- Flaviano † (465 - 499 mort)
- Ignazio III † (vers 539)
- Severo † (vers 578 - 6 de juliol de 588 mort)
- Floro I † (588 - 589 mort)
- Natale II † (inicis de 603)[4]
- Concordio II † (citat el 603)
- Mauro I † (segle vii)
- Floro II † (citat el 680)
- Costantino † (citat el 690)
- Candido † (citat el 702)
- Marcello † (citat el 709)
- Claudio † (citat el 742)[5]
- Antonio (o Antonino) † (citat el 769)
- Giovanni I † (citat el 804)
- Romano † (citat el 826)[6]
- Floro III † (inicis de 858 – finals de 861)
- Pietro † (citat el 877
- Ilaro † (inicis de 892
- Petronace † (citat el 892
- San Mauro II, O.S.B. † (primera meitat del segle x)
- Costanzo † (segona meitat del segle x)
- Goffredo † (citat el 955)
- Guido † (inicis de 967 - finals de 973)
- Sergio † (inicis de 997 - finals de 1001)
- Manazio (o Marinace) † (inicis de 1016 - finals de 1026)
- Giovanni II † (inicis de 1031 - finals de 1053)
- Desiderio, O.S.B. † (citat el 1057)
- Ildebrando † (vers 1065)[7]
- Gebizzo † (inicis de 1083 ? - finals de 1097)
- Ugo † (citat el 1106)
- Benno † (inicis de 1126 - finals de 1141)
- Oddo I † (inicis de 1149 - finals de 1155)
- Manfredi † (citat el 1162/1163)
- Giovanni III † (finals de 1057 - inicis de 1175)
- Leonardo I, O.Cist. † (inicis de 1175 - finals de 1185 mort)
- Leto † (citat el 1186)
- Oddo II † (1207 - finals de 1223 mort)
- Manzino † (inicis de 1232 - finals de 1250)
- Michele, O.F.M. † (citat el 1255)
- Francesco, O.P. † (citat el 1263)
- Everardo (o Eberardo) di Sassonia, O.F.P. † (1266 - 1274 mort)
- Aimerico † (1274 - vers 1290 mort)
- Leonardo II † (17 de juny de 1291 - 16 de maig de 1312 mort)
- Giovanni delle Caminate † (2 de març de 1313 - 21 d'agost de 1322 mort)
- Gerardo d'Arglas † (15 de març de 1323 - 16 de juliol de 1324 nomenat bisbe de Cervia)
- Tommaso de Muro † (16 de juliol de 1324 - 16 de juny de 1326 nomenat bisbe d'Ancona)
- Ambrogio, O.E.S.A. † (25 de juliol de 1326 - 1332 mort)
- Giovanni Battista Acciaiuoli † (30 d'octubre de 1332 - 1342 mort)
- Bernardo de' Martellini, O.S.A. † (18 de juliol de 1342 - 1348 mort)
- Guglielmo Mirogli (o de' Miroli), O.F.M. † (3 d'octubre de 1348 - 1358 mort)
- Vitale, O.F.M. † (13 d'abril de 1358 - 1363 mort)
- Bencivenne † (11 de març de 1362 - 13 de juny de 1364 mort)
- Lucio da Cagli † (11 de desembre de 1364 - 9 de gener de 1374 nomenat bisbe de Volterra)
  - Giovanni Bertet † (9 de gener de 1374 - 20 de juny de 1380 nomenat bisbe d'Angulema)[8] (antibisbe)
  - Zenobio † (vers 1383 - ?) (antibisbe)
- Luigi degli Aloisi † (1376 - ?)[9]
- Giacomo I † (1379 - ?)
- Giacomo II, O.Carm. † (1391 - ?)
- Giovanni VII † (citat el 1394)
- Giacomo dei Saladini † (1398 - 1405)[10]
- Gregorio Malesardi, O.P. † (31 de gener de 1406 - 6 de març de 1419 mort)
- Vittore di Rimini, O.S.A. † (5 de juliol de 1419 - 1425 mort)
- Paolo Ferrante † (19 de desembre de 1425 - 1431 mort)[11]
  - Agostino de Favaroni, O.E.S.A. † (13 de juny de 1431 - 1435 renuncià) (administrador apostòlic)
- Antonio Malatesta † (5 de desembre de 1435 - 1475 mort)
- Domenico Camisati † (1475 - 1475 mort)
- Giovanni Venturelli † (23 d'agost de 1475 - 23 d'agost de 1486 mort)
- Pietro Menzi † (11 de maig de 1487 - 1504 mort)
- Fazio Giovanni Santori † (22 de juliol de 1504 - 10 de març de 1510 mort)
- Cristoforo Spiriti † (8 d'abril de 1510 - 5 de novembre de 1556 mort)
- Giovanni Battista Spiriti † (5 de novembre de 1556 - 1557 renuncià)
- Odoardo Gualandi † (7 de desembre de 1557 - 1587 renuncià)
- Camillo Gualandi † (30 de març de 1588 - 11 de febrer de 1609 mort)
- Michelangelo Tonti † (11 de març de 1609 - 21 d'abril de 1622 mort)
- Francesco Sacrati † (23 de maig de 1622 - 6 de setembre de 1623 mort)
- Lorenzo Campeggi † (8 de desembre de 1623 - 11 de desembre de 1628 nomenat bisbe de Senigallia)
- Pietro Bonaventura † (14 de març de 1629 - 23 de juliol de 1653 mort)
- Flaminio Marcellino † (21 d'abril de 1655 - 14 de març de 1677 mort)
- Giacomo Fantuzzi † (30 d'agost de 1677 - 29 de novembre de 1679 mort)
- Pietro Francesco Orsini di Gravina, O.P. † (22 de gener de 1680 - 18 de març de 1686 nomenat arquebisbe de Benevent, després elegit papa amb el nom de Benet XIII)
- Jan Kazimierz Denhoff † (10 de novembre de 1687 - 20 de juny de 1697 renuncià)
- Giovanni Fontana † (3 de juny de 1697 - 2 de març de 1716 mort)
- Marco Battista Battaglini † (8 de juny de 1716 - 19 de setembre de 1717 mort)
- Francesco Saverio Guicciardi † (24 de gener de 1718 - 18 de gener de 1725 mort)
- Giovanni Battista Orsi, C.O. † (21 de març de 1725 - 15 de novembre de 1734 renuncià)
- Guido Orselli † (17 de novembre de 1734 - 18 de març de 1763 mort)
- Francesco Aguselli † (18 de juliol de 1763 - 8 de gener de 1791 mort)
  - Sede vacante (1791-1795)
- Carlo Bellisomi † (22 de setembre de 1795 - 9 d'agost de 1808 mort)
  - Sede vacante (1808-1816)
- Francesco Saverio Maria Felice Castiglioni † (8 de març de 1816 - 4 d'agost de 1821 nomenat funcionari a la Cúria Pontifícia, després elegit papa amb el nom de Pius VIII)
- Antonio Maria Cadolini, B. † (19 d'abril de 1822 - 12 de febrer de 1838 nomenat bisbe d'Ancona e Numana)
- Innocenzo Castracane degli Antelminelli † (12 de febrer de 1838 - de juny de 1848 mort)
- Enrico Orfei † (11 de setembre de 1848 - 23 de març de 1860 nomenat arquebisbe de Ravenna)
- Vincenzo Moretti † (23 de març de 1860 - 27 de març de 1867 nomenat bisbe d'Imola)
  - Sede vacante (1867-1871)
- Paolo Bentini † (27 d'octubre de 1871 - 30 de novembre de 1881 mort)
- Giovanni Maria Strocchi † (27 de març de 1882 - 1887 mort)
- Alfonso Maria Vespignani † (1 de juny de 1888 - 11 de febrer de 1904 mort)
- Giovanni Cazzani † (5 d'agost de 1904 - 15 de desembre de 1914 nomenat bisbe de Cremona)
- Fabio Berdini † (4 de juny de 1915 - 24 de juny de 1926 renuncià)
- Alfonso Archi † (4 de març de 1927 - 4 de desembre de 1938 mort)
- Beniamino Socche † (4 de febrer de 1939 - 13 de febrer de 1946 nomenat bisbe de Reggio Emilia)
- Vincenzo Gili † (22 de març de 1946 - 30 de novembre de 1954 mort)
- Giuseppe Amici † (1 de febrer de 1955 - 23 de desembre de 1956 nomenat arquebisbe de Mòdena)
- Augusto Gianfranceschi † (3 de febrer de 1957 - 28 de maig de 1977 jubilat)
- Luigi Amaducci † (28 de maig de 1977 - 30 de setembre de 1986 nomenat bisbe de Cesena-Sarsina)

Bisbes de Sarsina
- San Vicinio † (segle iv)
- San Rufino † (citat el 426)
- Valerio † (citat el 430)
- Fausto † (437 - 459 mort)
- Probo † (460 - 494 mort)
- Lorenzo † (495 - 514 mort)[12]
- Adeodato † (515 - 531 mort)
- Felice † (532 - 548 mort)
- Sergio † (550 - ?)[13]
- Giusto † (613 - 636 mort)
- Donato † (637 - 667 mort)
  - Sede vacante (667-670)
- Stefano † (670 - 701 mort)
- Fortunato † (702 - 730 mort)
  - Sede vacante (730-734)
- Vittore † (734 - 769 mort)
- Benno † (770 - 815 mort)
- Sant' Apollinare † (inicis de 858 – finals de 861)
- Lupo † (vers 875 - vers 879)
- Fiorenzo † (930 - 955 mort)
- Placido † (955 - 965 mort)
- Giovanni I † (inicis de 967 - finals de 969)
- Alessandro † (997 - 1024 mort)
- Uberto I † (1025 - 1050 mort)
- Martino † (1051 - 1053)
- Uberto II † (1054 - 1055)
- Enrico I † (1056 - 1070)
- Alboardo † (1070 - 1084 mort)
- Geremia † (1085 - 1102 mort)
- Domenico † (1103 - 1138 mort)
- Divizone † (1139 - 1149 mort)
- Uberto III † (1150 - 1161 mort)
- Amizo † (1165 - 1176 mort)
- Alberico † (1176 - 1221 mort)[14]
- Alberto † (1222 - 1229 mort)[15]
- Rufino † (1230 - 1257)
- Giovanni II † (1258 - 1264 mort)
- Guido, O.Cist. † (1265 - 1 de setembre de 1266 mort)
- Grazia † (20 de febrer de 1266 - 1271 mort)
- Enrico II † (1271 - 1302 mort)
  - Sede vacante (1302-1305)
- Uguccio, O.F.M. † (1305 - 1326 mort)
- Francesco de' Calboli † (7 de gener de 1327 - 1360 mort)
- Giovanni Numai † (3 de setembre de 1361 - 1385 mort)
  - Marco † (1385 - 6 d'octubre de 1399 nomenat bisbe de Marsico Nuovo) (antibisbe)
- Benedetto Matteucci Accorselli, O.P. † (10 d'agost de 1386 - 1395 mort)
- Giacomo da Sanseverino, Betl. † (29 de març de 1395 - 1398 renuncià)
- Gianfilippo Negusanti, Betl. † (26 d'octubre de 1398 - 1445 mort)
- Daniele di Arluno, C.R.S.A. † (27 de gener de 1445 - 27 d'octubre de 1449 nomenat bisbe de Forlì)
- Mariano Farinata † (27 d'octubre de 1449 - 1451 mort)
- Fortunato Pellicani † (5 de juliol de 1451 - 1474 mort)
- Antonio Monaldo † (18 de desembre de 1474 - 1503 mort)
- Galeazzo Corvara † (4 de desembre de 1503 - ? mort)
- Giovanni Antonio Corvara † (18 de maig de 1523 - ? mort)[16]
- Raffaele Alessandrini, O.F.M. † (9 de desembre de 1524 - 1530 mort)
- Lelio Pio Rotelli † (9 de desembre de 1530 - 1580 mort)
- Leandro Rotelli † (1580 - 1580 o 1581 mort)
- Angelo Peruzzi † (3 d'abril de 1581 - 1600 mort)
- Nicolò Brauzi † (15 de juliol de 1602 - 1632 mort)
- Amico Panico † (24 de novembre de 1632 - 4 de desembre de 1634 nomenat bisbe de Recanati e Loreto)
- Carlo Bovio † (29 de gener de 1635 - 24 de maig de 1646 mort)
- Cesare Righini † (3 de desembre de 1646 - de desembre de 1657 mort)
- Francesco Gaetano † (1 d'abril de 1658 - de juny de 1659 mort)
- Federico Martinotti † (14 de març de 1661 - 1677 mort)
- Francesco Crisolini † (14 de març de 1678 - 1682 mort)
  - Sede vacante (1682-1685)
- Bernardino Marchesi † (24 de maig de 1685 - de febrer de 1689 mort)
  - Sede vacante (1689-1699)
- Giovanni Battista Braschi † (1 de juny de 1699 - 14 de maig de 1718 renuncià)
  - Sede vacante (1718-1733)[17]
- Giambernardino Vendemini † (11 de maig de 1733 - 21 de setembre de 1749 mort)
- Giovanni Paolo Calbetti † (1 de desembre de 1749 - 1 de març de 1760 mort)
- Giovanni Battista Mami † (21 d'abril de 1760 - 21 de març de 1787 mort)
- Nicola Casali † (23 d'abril de 1787 - 1814 mort)
  - Sede vacante (1814-1817)
- Carlo Monti † (14 d'abril de 1817 - 25 de maig de 1818 nomenat bisbe de Cagli)
- Pietro Balducci † (25 de maig de 1818 - 27 de setembre de 1822 nomenat bisbe de Fabriano e Matelica)
  - Sede vacante (1822-1824)
  - Sede unita a Bertinoro (1824-1872)
- Tobia Masacci † (23 de febrer de 1872 - 17 de gener de 1880 mort)
- Dario Mattei-Gentili † (27 de febrer de 1880 - 1 de juny de 1891 nomenat bisbe de Città di Castello)
- Enrico Graziani † (11 de juliol de 1892 - 9 d'octubre de 1897 mort)
- Domenico Riccardi † (24 de març de 1898 - 16 de març de 1910 mort)
- Eugenio Giambro † (2 de febrer de 1911 - 22 de maig de 1916 nomenat bisbe de Nicastro)
- Ambrogio Riccardi † (1 de juliol de 1916 - 12 d'octubre de 1922 mort)
- Antonio Scarante † (11 de desembre de 1922 - 30 de juny de 1930 nomenat bisbe de Faenza)
- Teodoro Pallaroni † (17 d'abril de 1931 - 17 d'abril de 1944 mort)
- Carlo Stoppa † (2 d'octubre de 1945 - 27 de desembre de 1948 nomenat bisbe d'Alba)
- Emilio Biancheri † (18 de maig de 1949 - 7 de setembre de 1953 nomenat bisbe de Rimini)
- Carlo Bandini † (17 d'octubre de 1953 - 1 de maig de 1976 jubilat)
- Augusto Gianfranceschi † (1 de maig de 1976 - 28 de maig de 1977 jubilat)
- Luigi Amaducci † (28 de maig de 1977 - 30 de setembre de 1986 nomenat bisbe de Cesena-Sarsina)

Bisbes de Cesena-Sarsina
- Luigi Amaducci † (30 de setembre de 1986 - 27 d'octubre de 1990 nomenat arquebisbe de Ravenna-Cervia)
- Lino Esterino Garavaglia, O.F.M.Cap. (25 de març de 1991 - 3 de desembre de 2003 jubilat)
- Antonio Lanfranchi † (3 de desembre de 2003 - 27 de gener de 2010 nomenat arquebisbe-abat de Mòdena-Nonantola)
- Douglas Regattieri, des del 8 d'octubre de 2010

## Demografia
A finals del 2013, la diòcesi tenia 159.700 batejats sobre una població de 168.600 persones, equivalent al 94,7% del total.
| any                       | població | població | població | sacerdots | sacerdots       | sacerdots       | sacerdots             | diaques | religiosos | religiosos | parroquies |
| ------------------------- | -------- | -------- | -------- | --------- | --------------- | --------------- | --------------------- | ------- | ---------- | ---------- | ---------- |
| any                       | batejats | total    | %        | total     | clergat secular | clergat regular | batejats por sacerdot | diaques | homes      | dones      |            |
| Diòcesi de Cesena         |          |          |          |           |                 |                 |                       |         |            |            |            |
| 1950                      | 96.500   | 97.000   | 99,5     | 178       | 124             | 54              | 542                   |         | 81         | 206        | 67         |
| 1959                      | 110.700  | 110.920  | 99,8     | 189       | 138             | 51              | 585                   |         | 53         | 218        | 74         |
| 1970                      | 124.912  | 125.000  | 99,9     | 190       | 136             | 54              | 657                   | 1       | 72         | 238        | 81         |
| 1980                      | 152.000  | 152.500  | 99,7     | 201       | 151             | 50              | 756                   |         | 58         | 176        | 108        |
| Diòcesi de Sarsina        |          |          |          |           |                 |                 |                       |         |            |            |            |
| 1950                      | 26.000   | 26.000   | 100,0    | 66        | 66              | -               | 393                   |         |            | 44         | 55         |
| 1970                      | 13.000   | 13.000   | 100,0    | 46        | 46              | -               | 282                   |         |            | 17         | 52         |
| 1980                      | 13.200   | 13.500   | 97,8     | 34        | 34              | -               | 388                   |         |            | 12         | 52         |
| Diòcesi de Cesena-Sarsina |          |          |          |           |                 |                 |                       |         |            |            |            |
| 1990                      | 153.200  | 154.000  | 99,5     | 207       | 160             | 47              | 740                   | 5       | 64         | 133        | 122        |
| 1999                      | 154.500  | 155.900  | 99,1     | 193       | 152             | 41              | 800                   | 16      | 50         | 125        | 122        |
| 2000                      | 154.500  | 155.900  | 99,1     | 192       | 151             | 41              | 804                   | 16      | 50         | 125        | 121        |
| 2001                      | 155.000  | 157.970  | 98,1     | 183       | 144             | 39              | 846                   | 17      | 48         | 110        | 104        |
| 2002                      | 157.970  | 160.000  | 98,7     | 182       | 143             | 39              | 867                   | 17      | 48         | 110        | 104        |
| 2003                      | 155.970  | 157.837  | 98,8     | 178       | 141             | 37              | 876                   | 18      | 46         | 110        | 104        |
| 2004                      | 155.900  | 157.900  | 98,7     | 173       | 136             | 37              | 901                   | 20      | 46         | 110        | 101        |
| 2006                      | 160.000  | 167.000  | 95,8     | 166       | 126             | 40              | 963                   | 26      | 49         | 92         | 101        |
| 2013                      | 159.700  | 168.600  | 94,7     | 148       | 111             | 37              | 1.079                 | 32      | 44         | 76         | 96         |

### Per la seu de Cesena
- Francesco Lanzoni, Le diocesi d'Italia dalle origini al principio del secolo VII (an. 604), vol. II, Faenza 1927, pp. 714–721(italià)
- Giuseppe Cappelletti; Le Chiese d'Italia della loro origine sino ai nostri giorni, vol. II, Venècia 1844, pp. 525–556(italià)
- Pius Bonifacius Gams, Series episcoporum Ecclesiae Catholicae, Leipzig 1931, pp. 681–683 (llatí)
- Konrad Eubel, Hierarchia Catholica Medii Aevi, vol. 1 Arxivat 2019-07-09 a Wayback Machine., p. 154; vol. 2 Arxivat 2018-10-04 a Wayback Machine., p. 113; vol. 3 Arxivat 2019-03-21 a Wayback Machine., p. 144; vol. 4 Arxivat 2018-10-04 a Wayback Machine., p. 127; vol. 5, p. 134; vol. 6, pp. 137–138 (llatí)

Per la seu de Sarsina
- Esquema de la diòcesi a Catholic Hierarchy(anglès)
- Esquema de la diòcesi a Giga Catholic (anglès)
- Francesco Lanzoni, Le diocesi d'Italia dalle origini al principio del segle VII (an. 604), vol. I, Faenza 1927, pp. 503–504(italià)
- Giuseppe Cappelletti, Le Chiese d'Italia della loro origine sino ai nostri giorni, vol. II, Venècia 1844, pp. 481–523(italià)
- Gaetano Moroni, Dizionario di erudizione storico-ecclesiastica, vol. LXI, Venècia 1853, pp. 201–217(italià)
- Butlla Dominici gregis, a Bullarii romani continuatio, Tomo XVI, Romae 1854, pp. 113–115 (llatí)
- Pius Bonifacius Gams, Series episcoporum Ecclesiae Catholicae, Leipzig 1931, pp. 724–725 (llatí)
- Konrad Eubel, Hierarchia Catholica Medii Aevi, vol. 1 Arxivat 2019-07-09 a Wayback Machine., pp. 436–437; vol. 2 Arxivat 2018-10-04 a Wayback Machine., pp. 230–231; vol. 3 Arxivat 2019-03-21 a Wayback Machine., p. 293; vol. 4 Arxivat 2018-10-04 a Wayback Machine., p. 306; vol. 5, p. 346; vol. 6, pp. 368–369 (llatí)